# Сибирский вестник (Омск)
«Сибирский вестник» — ежедневная газета, выходившая с августа по ноябрь 1918 года в Омске. Официальный печатный орган Временного Сибирского правительства.

## Описание
Первый номер был издан 16 августа 1918 года.
Издание уделяло пристальное внимание работе Сибирской областной думы, Временного Сибирского правительства, а также Государственном совещании в Уфе 8—23 сентября 1918 г., на котором присутствовала делегация Временного Сибирского правительства и было принято решение о создании Российского государства и высшего органа власти — Директории.
6 ноября 1918 года вышел последний 61-й номер «Сибирского вестника».

## Разделы
Газета состояла из трёх разделов: официального, где публиковалась правительственная информация (декларации, грамоты, сообщения, указы, распоряжения, постановления, инструкции, циркуляры, приказы); неофициального, в котором размещались сводки из штаба Сибирской армии, телеграммы Сибирского телеграфного агентства, интервью правительственных служащих (в частности, руководителей ведомств), информация о сибирской общественно-политической жизни (в основном перепечатки из местной прессы), городская хроника; третий раздел был отведён под объявления.

## Редакторы
До 21 сентября 1918 года редактором газеты был поэт и журналист П. Ф. Понамарёв, затем вместе с ним эту должность занимал журналист Л. С. Ушаков. 1 ноября исполняющим обязанности редактора назначили В. А. Кудрявцева, бывшего председателя Самарского комитета конституционно-демократической партии.